# Blandstämma
Blandstämmor är de stämmor i en orgel som är fler-koriga, det vill säga för varje tangent eller tast har flera pipor.
Blandstämmor delas in i repeterande och icke-repeterande blandstämmor. Att en stämma är repeterande innebär att de ingående tonernas förhållande till grundtonen skiftar mellan register. Till de repeterande blandstämmorna hör
- Mixtur 4 chor
- Scharf 3-4 chor
- Cymbel 2 chor

och till de icke-repeterande
- Sesquialtera 2 chor
- Terzian 2 chor.